# Bent Thalmay
Bent Thalmay (21. april 1935 i København – 12. december 1987 i Hillerød) var en dansk skuespiller og lydbogsindlæser. Han blev uddannet på Teaterdirektørforeningens skuespillerskole på Det Ny Teater i årene 1955 – 1957. Han medvirkede i flere film (ganskevist kun i små roller) samt revy og cabaret. Ved siden af indspillede han grammofonplader og indlæste flere lydbøger.